# Herzogtum Savoyen
Das Herzogtum Savoyen (italienisch Ducato di Savoia, französisch Duché de Savoie) war ein Territorium in Westeuropa, welches von 1416 bis 1847 bestand. Es wurde geschaffen, als Sigismund, Kaiser des Heiligen Römischen Reiches, die Grafschaft Savoyen zu einem Herzogtum unter der Herrschaft von Herzog Amadeus VIII. erhob. Das Herzogtum war ein kaiserliches Lehen, und Territorium des Heiligen Römischen Reiches mit einer Stimme in den Reichstagen zu Augsburg. Ab dem 16. Jahrhundert gehörte Savoyen zum Oberrheinischen Reichskreis. De facto war es allerdings schon früh unabhängig und stand unter deutlich stärkerem Einfluss des Königreichs Frankreich. Im Laufe seiner Geschichte wurde es vom Haus Savoyen regiert und war Teil des größeren Savoyer Staates, der 1720 zum Königreich Sardinien (auch als Königreich Savoyen-Sardinien oder Königreich Sardinien-Piemont bekannt) wurde. Dieses spielte später eine wichtige Rolle bei der Einigung Italiens im 19. Jahrhundert. Die ehemaligen Gebiete des Herzogtum Savoyen gehören heute zu den Staaten Frankreich, Italien und Schweiz.

## Geschichte

### 15. Jahrhundert

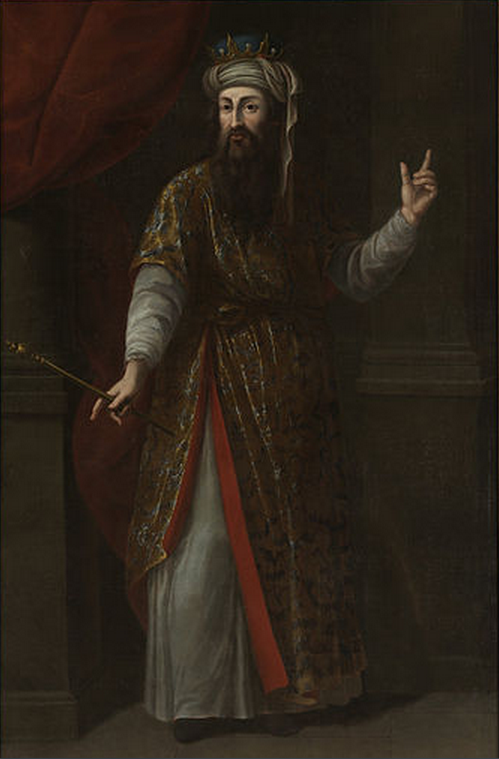
Amadeus VIII., erster Herzog von Savoyen

Das Herzogtum wurde 1416 gegründet, als Sigismund, Kaiser des Heiligen Römischen Reiches (reg. 1433–1437), dem Grafen Amadeus VIII. den Titel Herzog verlieh. Da die damalige Grafschaft Savoyen bei ihrer Gründung 1388 von der Außenwelt abgeschnitten war, erwarb sie einige Kilometer Küstenlinie um Nizza herum. Abgesehen von dieser Expansion war das 14. Jahrhundert allgemein eine Zeit der Stagnation. Der Druck der Nachbarmächte, insbesondere Frankreichs, verhinderte eine Entwicklung, die für Savoyen den Rest der Renaissancezeit kennzeichnet.
Die Herrschaft von Amadeus VIII. war ein Wendepunkt für die Wirtschaft und die Politik des Staates, der die Geschichte des Gebietes zutiefst prägte. Seine lange Regierungszeit war gekennzeichnet von Kriegen (das Land dehnte sein Territorium aus, indem es das Herzogtum Monferrato und die Herrschaft von Saluzzo besiegte), Reformen und Edikten, aber auch von einigen ungewöhnlichen Aktionen. Die erste war 1434, als er sich in das Schloss Ripaille zurückzog, wo er, das Leben eines Einsiedlers führend, den Moritzorden gründete. Im Jahr 1439 wurde er zum Gegenpapst Felix V. gewählt, trat jedoch ein Jahrzehnt später aus Furcht, die religiöse Einheit der Christen zu untergraben, zurück.
Die zweite wichtige Maßnahme der Regierung von Amadeo VIII. war die Gründung des Fürstentums Piemont im August 1424, dessen Verwaltung dem Erstgeborenen der Familie als Ehrentitel anvertraut wurde. Der Herzog verließ das Gebiet, das zum großen Teil aus der alten Domäne Savoyen bestand.
Als kultivierter Mann maß Herzog Amadeus der Kunst große Bedeutung bei. Unter anderem arbeitete er mit dem Künstler Giacomo Jaquerio zusammen und förderte den Einzug der Kunst in das Piemont.
Sein erster Sohn Amedeo starb 1431 früh und wurde von seinem zweiten Sohn Ludwig abgelöst. Ludwig wurde seinerseits von dem schwachen Amadeus IX. abgelöst, der zwar extrem religiös war (er wurde schließlich für gesegnet erklärt), aber so wenig faktische Macht besaß, dass er seiner Frau Jolande von Frankreich, der Schwester Ludwigs XI., gestattete, sehr wichtige Entscheidungen zu treffen. Während dieser Zeit war Frankreich mehr oder weniger frei, die Angelegenheiten Savoyens zu kontrollieren, was Savoyen an die Krone in Paris band.
Die Wirtschaft des Herzogtums litt in diesen Jahren nicht nur unter Kriegen, sondern auch unter der schlechten Verwaltung durch Jolande und den fortgesetzten Schenkungen von Amadeus IX. an die Armen von Vercelli. Die Zukunft des Landes wurde den Händen des minderjährigen Philibert I. anvertraut, der im frühen Alter von siebzehn Jahren starb, nachdem er zehn Jahre lang regiert hatte. Er wurde von Karl I. abgelöst, der bis 1490 regierte und dann von Philibert II. abgelöst wurde.

### 16. Jahrhundert
Als Philibert II. 1504 starb, wurde er von Karl III. dem Guten abgelöst, einem eher schwachen Herrscher. Seit 1515 war Savoyen von ausländischen Armeen besetzt, und Franz I. von Frankreich wartete nur auf die Gelegenheit, Savoyen und seine Besitztümer dauerhaft zu annektieren. Im Jahr 1536 befahl Franz I. die Besetzung des Herzogtums, das von einem starken Militärkontingent überfallen wurde. Karl III. erkannte zu spät die Schwäche des Staates und versuchte, die Stadt Turin zu verteidigen. Die Stadt ging jedoch am 3. April desselben Jahres verloren. Karl III. zog sich nach Vercelli zurück und versuchte den Kampf fortzusetzen, sah aber den Staat nie frei von Besatzung.
Emmanuel Philibert war der Herzog, der mehr als jeder andere die zukünftige Politik Savoyens beeinflusste und es schaffte, der mehr als zwanzigjährigen Besetzung ein Ende zu setzen. Der Frieden von Cateau-Cambrésis, der 1559 unterzeichnet wurde, gab dem Herzogtum dank der Heirat von Philibert mit Marguerite de Valois-Angoulême, duchesse de Berry (Tochter von Königs Franz I.) die volle Autonomie zurück.
Emmanuel Philibert erkannte, dass Savoyen Frankreich nicht mehr vertrauen konnte. Also verlegte er die Hauptstadt nach Turin, die er mit einem komplexen Befestigungssystem, der so genannten Cittadella, schützte (Reste der Citadella sind immer noch zu sehen, die jedoch 1857 im Zug der Stadterweiterung fast vollständig abgetragen wurde). 
Von seiner militärischen Erfahrung in Flandern lernte Emmanuel Philibert, wie man eine Armee führt, nachdem er 1557 in der berühmten Schlacht von St. Quentin gekämpft hatte. Er war der erste Herzog von Savoyen, der einen stabilen Militärapparat aufbaute, der sich nicht aus Söldnern, sondern aus speziell ausgebildeten savoyischen Soldaten zusammensetzte.
Sein Sohn, Karl Emanuel I., erweiterte 1601 mit dem Vertrag von Lyon das Herzogtum zum Nachteil von Montferrat und des Gebiets von Saluzzo, das zuvor an Frankreich abgetreten worden war. Tatsächlich endeten die Kriege von Karl Emanuel meist in Niederlagen. Dennoch ist er als „Karl der Große“ in Erinnerung, da er ein vielseitiger und kultivierter Mann, ein Dichter und ein geschickter Reformer war. Er war in der Lage, das Herzogtum in einer Zeit schwerer Krisen gegenüber den europäischen Mächten zu führen und fand Unterstützung bei den Habsburgern. Die Politik von Karl Emanuel beruhte in der Tat eher auf internationalen Kriegshandlungen, wie den Besitzungen des Markgrafen von Saluzzo und den Erbfolgekriegen in den Herzogtümern Mantua und Monferrato. Im Allgemeinen stellte sich Savoyen auf die Seite Spaniens, war aber gelegentlich mit Frankreich verbündet (wie es zum Beispiel der Vertrag von Susa verlangte).

### 17. Jahrhundert

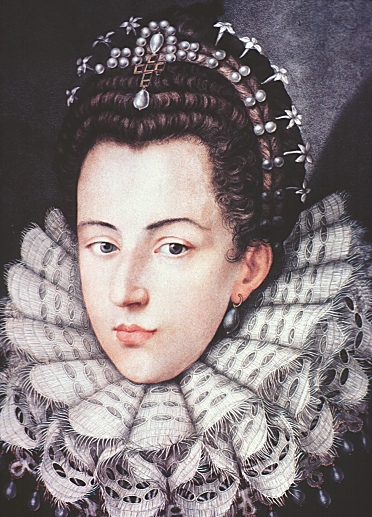
Christina von Frankreich

Im siebzehnten Jahrhundert übte der Einfluss des Hofes von Versailles Druck auf Savoyen aus. Der Hof, der mit Karl Emanuel I. unter spanischem Einfluss gestanden hatte, orientierte sich unter seinen drei Nachfolgern nach Frankreich hin. Viktor Amadeus I. (im Amt 1630–1637) hatte 1619 Christina von Frankreich geheiratet. Christina hielt die eigentliche Macht in Savoyen während der kurzen Zeit des Kinderherzogs Franz Hyazinth (regierte 1637–1638) und während der von Karl Emanuel II (1638–1648).
Der starke französische Einfluss sowie verschiedene Unglücksfälle trafen Savoyen wiederholt nach dem Tod von Karl Emanuel I. (26. Juli 1630). Es grassierte 1630 die Pest und trug wesentlich zu der bereits weit verbreiteten Armut bei.
Der Mantuanische Erbfolgekrieg (1628–1631) war auf dem Land sehr blutig und führte zu einer langen Belagerung von Casale Monferrato (1629). Die Entwicklung der Aufrüstung und der Politik wirkte sich auf die Wirtschaft und die zukünftige Geschichte aus und verschärfte die ohnehin schon schwierige Situation nach dem Tod von Viktor Amadeus I. im Jahre 1637 noch weiter. Ihm folgte für kurze Zeit sein ältester überlebender Sohn, der 5-jährige Franz Hyazinth, vertreten von seiner Mutter Christina von Frankreich. Die Anhänger von Christina, wurden als madamisti (Anhänger von Madama Reale) bekannt. Aus diesem Grund wurde Savoyen ein französischer Satellitenstaat unter König Ludwig XIII. Die Anhänger von Kardinal Moritz von Savoyen und Thomas Franz (beide Söhne von Karl Emanuel I.) nahmen zusammen mit ihren Anhängern den Namen principisti (Anhänger der Prinzen) an.
Die principisti errangen schon früh militärische Erfolge, so dass Turin am 27. Juli 1639 einer großen Plünderung ausgesetzt war. Erst 1642 einigten sich die beiden Fraktionen; inzwischen hatte Christina von Frankreich Viktor Amadeus Sohn Karl Emanuel II. auf den Thron gesetzt und regierte an seiner Stelle als Regentin, auch noch während seiner Volljährigkeit. Während ihrer Regentschaft kam es zu einem Wiederaufflammen der Religionskriege. In der Folgezeit, im Jahr 1655, massakrierten savoyische Truppen große Teile der protestantischen Bevölkerung der Waldensertäler. Das Ereignis wurde als Piemontesische Ostern (Pasque Piemontesi) bekannt. Schließlich wurden die Massaker auf internationalen Druck hin gestoppt. Eine endgültige Vereinbarung mit den Waldensern wurde 1664 getroffen. Johanna starb schließlich 1663 in Turin. Karl Emmanuel II. übernahm erst nach ihrem Tod im Jahr 1663 die Regierungsgeschäfte selbst.
Die Regierung von Karl Emanuel II. war der erste Schritt zu wichtigen Reformen, die sein Nachfolger Viktor Amadeus II. im nächsten Jahrhundert durchführte. Von besonderer Bedeutung waren die Gründung von Milizen in Savoyen und die Einrichtung des ersten öffentlichen Schulsystems im Jahr 1661. Als kultivierter Mann, aber auch als großer Staatsmann, ahmte Karl Emanuel Ludwig XIV. nach. Er erbaute den prunkvollen Palast der Venaria Reale, einem Meisterwerk der Barockarchitektur und eine in Italien nachgebildeten Kopie der Pracht des Schlosses Versailles. Es war eine Zeit großer städtischer Expansion, und Karl Emanuel II. förderte das Wachstum Turins und seinen Wiederaufbau im Barockstil.

### Von Herzogtum zum Königreich

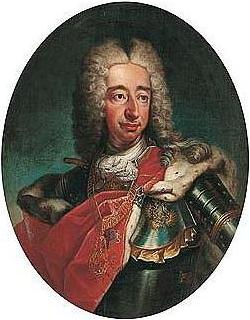
Viktor Amadeus II.

Der Sohn von Karl Emanuel II., Viktor Amadeus II., stand unter der Regentschaft seiner Mutter, der in Frankreich geborenen Maria Johanna von Savoyen. In den ersten Jahren der Regentschaft versuchte sie, die Krone von Savoyen mit dem Königreich Portugal durch die Vermählung ihres Sohnes Viktor Amadeus II. zu vereinen und riskierte damit das Überleben des Herzogtums selbst (Savoyen würde wie andere italienische Staaten von einer ausländischen Macht degradiert werden). Viktor Amadeus II. war jedoch gegen das Projekt, denn er hätte in Portugal als Prinzgemahl leben müssen, während die Mutter seine Stammlande weiterregiert hätte. Der Plan scheiterte und 1684 heiratete Viktor Amadeus eine französische Prinzessin. Maria Johanna zog sich widerwillig auf ihren Witwensitz zurück und starb 1724 in Turin.
Unter der entschlossenen Hand des Regenten Viktor Amadeus II. nahm Savoyen in Paris schlechte Beziehungen zur Krone in Kauf, was zur Invasion des Herzogtums durch französische Truppen führte. Savoyen besiegte die Armee Ludwigs XIV. bei der Belagerung von Cuneo, wurde aber in den Schlachten von Staffarda und Marsaglia dramatisch geschlagen. Victor Amadeus II. heiratete kurz darauf Anne Marie d’Orléans, eine Nichte Ludwigs XIV.
Nach dem Pfälzischen Erbfolgekrieg stellte sich Savoyen in der ersten Phase des Spanischen Erbfolgekrieges zuerst an die Seite Ludwigs XIV von Frankreich. Nachdem Savoyen das Bündnis verlassen hatte, kam es zu einer neuen französischen Invasion, bei der die französische Armee die Truppen von Savoyen besiegte und nach Turin verfolgte. Nur dank des Cousins des Herzogs, Eugen von Savoyen, konnte in der Schlacht von Turin das Blatt noch gewendet werden.
Am Ende des Krieges 1713 erhielt Viktor Amadeus im Frieden von Utrecht das Königreich Sizilien zugesprochen und führte nun neben dem savoyischen Herzogstitel auch den eines Königs von Sizilien. Gemäß dem Vertrag von London von 1718 tauschte Viktor Amadeus II. 1720 Sizilien gegen Sardinien, das in Königreich Sardinien umgewandelt wurde. Das neu gegründete Königreich bestand aus mehreren Gebieten, darunter Savoyen, Piemont, Aostatal, Nizza, Oneglia und Sardinien.
Nach der Französischen Revolution wurde Savoyen zwischen 1792 und 1815 von französischen Revolutionstruppen besetzt. Zuerst wurde das Land dem Département Mont-Blanc hinzugefügt; 1798 wurde es dann zwischen den Départements Mont-Blanc und Léman (französischer Name des Genfersees) aufgeteilt. Savoyen, Piemont und Nizza wurden 1814–1815 von dem Wiener Kongress an das Haus Savoyen zurückgegeben.
Im Jahre 1847 verschmolz das Herzogtum Savoyen endgültig mit dem Königreich Sardinien. Der Titel des Herzogs von Savoyen bestand allerdings weiter. Im Jahr 1860 wurde Savoyen im Vertrag von Turin von dem Königreich Sardinien an Frankreich abgetreten. Das Piemont mit der Stadt Turin wurde 1861 Teil des Königreichs Italien. Der Herzog von Savoyen, Viktor Emanuel II., wurde im selben Jahr König von Italien.

## Liste der Herzöge von Savoyen
- Amadeus VIII. (1391–1440), Herzog ab 1416
- Ludwig (1440–1465)
- Amadeus IX (1465–1472)
- Philibert I (1472–1482)
- Karl I (1482–1490)
- Karl II. (1490–1496)
- Philip II (1496–1497)
- Philibert II (1497–1504)
- Karl III. (1504–1553)
- Emanuel Philibert (1553–1580)
- Karl Emanuel I (1580–1630)
- Viktor Amadeus I. (1630–1637)
- Franz Hyazinth (1637–1638)
- Karl Emanuel II. (1638–1675)
- Viktor Amadeus II. (1675–1730), König von Sizilien (1713–1720), dann König von Sardinien
- Karl Emmanuel III. (1730–1773)
- Viktor Amadeus III. (1773–1796)
- Karl Emanuel IV (1796–1802)
- Viktor Emmanuel I (1802–1821)
- Karl Felix (1821–1831)
- Karl Albert (1831–1847)